# Isocletopsyllus quartus
Isocletopsyllus quartus is een eenoogkreeftjessoort uit de familie van de Cletopsyllidae. De wetenschappelijke naam van de soort is voor het eerst geldig gepubliceerd in 1966 door Soyer.